# Frida Michelson
Pour les articles homonymes, voir Michelson.
Frida Michelson (en letton : Frīda Mihelsone, née Frida Frid en 1906 et morte en 1982) est une survivante lettone de la Shoah. Elle est connue pour avoir écrit le témoignage J'ai survécu à Rumbula, qui porte sur la Shoah en Lettonie et sur le massacre de Rumbula, dont elle a réchappé.

## Biographie

### Avant l'occupation par les nazis
Michelson naît en 1906 à Riga, en Lettonie. Elle grandit d'abord à Varakļāni avant de déménager à Riga dans les années 1930 pour y travailler comme couturière.

### Sous l'occupation des nazis
En 1941, alors que la Lettonie est occupée par les nazis, Michelson est enfermée au ghetto de Riga. Fin 1941, durant deux journées, la majorité des personnes enfermées dans le ghetto sont emmenées dans la forêt de Rumbula, aux abords de Riga, pour y être assassinées : c'est le massacre de Rumbula. Michelson est témoin de la première journée, le 30 novembre : elle voit des milliers de Juifs emmenés hors du ghetto. Le 8 décembre, elle est à son tour emmenée de force à Rumbula, avec des milliers d'autres prisonniers. Peu avant d'arriver sur les lieux du massacre, elle se jette sur la neige et feint d'être morte, ce qui lui permet d'échapper à la mort. Les autres Juifs du groupe sont obligés de retirer leurs chaussures, qui sont empilées au-dessus de Michelson, qui ne bouge pas. Durant les trois années qui suivent, Michelson se cache dans la forêt et parvient à survivre avec l'aide de la population locale.

### Après la Libération
Peu après la Libération Michelson épouse Mordehajs Michelsons et ils ont deux enfants. En 1951, Mordehajs Michelsons est déporté en Sibérie après des accusations calomnieuses ; il est libéré en 1956. En 1971, Frida Michelson et sa famille quittent l'Union soviétique et s'installent en Israël.

## J'ai survécu à Rumbula
Dans les années 1960, Frida Michelson écrit en yiddish, sa langue maternelle, ses souvenirs de la Shoah et de l'occupation des nazis en Lettonie. Les documents originaux sont conservés dans les archives du Musée juif de Lettonie. Les récits de Michelson sont publiés en russe en 1973 et adaptés par David Silberman sous la forme d'un ouvrage : J'ai survécu à Rumbula. En 1979, ce livre est traduit en anglais et en letton. Une version allemande paraît en 2020, 60 ans après la rédaction des témoignages.